# أفاس
افاس أو أفنتس (باليونانية الحديثة:Άβαντας، بالإنجليزية: Avas، كثرفووسا: Άβας، بالبلغارية: Дервент، بالتركية: Dervent) هي قرية في الجزء الجنوبي من وحدة إيفروس الاقليمية في اليونان. أفنتس تقع على بعد 10 كم إلى الشمال من مدينة ألكسندروبولي. ويربطالطريق الوطني اليوناني 53 القرية مع مدن (أليكساندروبولي - ميكرو دريو - أورمينيو ) بين أليكساندروبولي من الجنوب وأيسمي من الشمال. في عام 2011 كان عدد سكانها 527.

## تعداد السكان
| العام | السكان    |
| ----- | --------- |
| 1912  | حوالي 400 |
| 1981  | 555       |
| 1991  | 516       |
| 2001  | 497       |
| 2011  | 527       |

## التاريخ
تأسست القرية من قبل الأتراكالعثمانيين. كانت نسبة سكانها 75% بلغاريون و 25% أتراك قبل حروب البلقان والحرب التركية اليونانية (1919-1922). حسب قول بروفيسور لوبومير ميلتيش، في عام 1912 كان عدد السكان 320 عائلة بلغارية. وقد أَتى اللاجئون من شرق نهر إفروس ومنآسيا الصغرى إلى القرية. تم تغيير اسمها من Dervent التركية إلى Avas الحالي.

## الناس
- تن نيكولوف زعيم ثوري واستراتيجي.

## وصلات خارجية
- Avas or Avantas on GTP Travel Pages| - ع - ن - ت مدن مقاطعة إفروس                                                                                                                                                                                                                                              | - ع - ن - ت مدن مقاطعة إفروس                                                                                                                                                                                                                                              | - ع - ن - ت مدن مقاطعة إفروس |
| --- | --- | ---------------------------- |
| •• أورمينيو • ستيرنا • كافيلي • لاغوس • لافارا • تيخيرو • بيبلوس • بروفاتون • سوفيكون • سوفلي • ديكايا • ريزيا • أنثيا • ميتاكساديس • كاستانيي • كاماريوتيسا • كوفوفونون • لوتروس • نيوكوريون • كيبرينوس • نيا فيسا • ديموتيقة • أورستياذا • أليكساندروبولي • فيرس • أفاس | •• أورمينيو • ستيرنا • كافيلي • لاغوس • لافارا • تيخيرو • بيبلوس • بروفاتون • سوفيكون • سوفلي • ديكايا • ريزيا • أنثيا • ميتاكساديس • كاستانيي • كاماريوتيسا • كوفوفونون • لوتروس • نيوكوريون • كيبرينوس • نيا فيسا • ديموتيقة • أورستياذا • أليكساندروبولي • فيرس • أفاس | علم اليونان                  |